# Stati federati della Germania per indice di sviluppo umano
     > 0,949
     0,949 – 0,930
     0,929 – 0,910
     < 0,909

Mappa degli stati tedeschi per ISU nel 2018.
Legenda:
> 0,949
0,949 – 0,930
0,929 – 0,910
< 0,909

Questa è una lista degli Stati federati della Germania per indice di sviluppo umano 2019.
| Pos. | Stato                               | HDI (2019)                          | Comparabile con (2019)              |                                     |
|      | Indice di sviluppo umano molto alto | Indice di sviluppo umano molto alto | Indice di sviluppo umano molto alto | Indice di sviluppo umano molto alto |
| ---- | ----------------------------------- | ----------------------------------- | ----------------------------------- | ----------------------------------- |
| 1    | Amburgo                             | 0.976                               | Norvegia                            |                                     |
| 2    | Berlino                             | 0.964                               | Norvegia                            |                                     |
| 3    | Baden-Württemberg                   | 0.961                               | Norvegia                            |                                     |
| 4    | Brema                               | 0.959                               | Norvegia                            |                                     |
| 5    | Baviera                             | 0.956                               | Norvegia                            |                                     |
| 6    | Assia                               | 0.955                               | Svizzera                            |                                     |
| 7    | Renania Settentrionale-Vestfalia    | 0.944                               | Paesi Bassi                         |                                     |
|      | Germania (media)                    | 0.939                               | Danimarca                           |                                     |
| 8    | Sassonia                            | 0.938                               | Finlandia                           |                                     |
| 9    | Saarland                            | 0.936                               | Finlandia                           |                                     |
| 10   | Renania-Palatinato                  | 0.935                               | Finlandia                           |                                     |
| 11   | Bassa Sassonia                      | 0.935                               | Finlandia                           |                                     |
| 12   | Turingia                            | 0.928                               | Stati Uniti                         |                                     |
| 13   | Schleswig-Holstein                  | 0.927                               | Stati Uniti                         |                                     |
| 14   | Brandeburgo                         | 0.923                               | Austria                             |                                     |
| 15   | Meclemburgo-Pomerania Anteriore     | 0.921                               | Austria                             |                                     |
| 16   | Sassonia-Anhalt                     | 0.917                               | Slovenia                            |                                     |

## Sviluppo 1990-2015
Indice di sviluppo umano dal 1990,
| Stato                            | HDI 1995 | HDI 2000 | HDI 2005 | HDI 2010 | HDI 2015 | Aumento 1995–2015 |
| -------------------------------- | -------- | -------- | -------- | -------- | -------- | ----------------- |
| Amburgo                          | 0,874    | 0,896    | 0,934    | 0,953    | 0,964    | 0,090             |
| Baden-Württemberg                | 0,847    | 0,872    | 0,905    | 0,926    | 0,941    | 0,094             |
| Brema                            | 0,853    | 0,879    | 0,910    | 0,930    | 0,938    | 0,085             |
| Assia                            | 0,849    | 0,875    | 0,908    | 0,926    | 0,935    | 0,086             |
| Baviera                          | 0,835    | 0,861    | 0,894    | 0,916    | 0,933    | 0,098             |
| Berlino                          | 0,840    | 0,866    | 0,897    | 0,919    | 0,932    | 0,092             |
| Renania Settentrionale-Vestfalia | 0,834    | 0,860    | 0,891    | 0,910    | 0,924    | 0,090             |
| Sassonia                         | 0,830    | 0,855    | 0,887    | 0,904    | 0,916    | 0,086             |
| Renania-Palatinato               | 0,823    | 0,849    | 0,879    | 0,901    | 0,914    | 0,091             |
| Saarland                         | 0,824    | 0,849    | 0,880    | 0,901    | 0,914    | 0,090             |
| Bassa Sassonia                   | 0,819    | 0,844    | 0,875    | 0,896    | 0,912    | 0,093             |
| Schleswig-Holstein               | 0,820    | 0,846    | 0,877    | 0,893    | 0,907    | 0,087             |
| Turingia                         | 0,815    | 0,847    | 0,873    | 0,892    | 0,906    | 0,091             |
| Brandeburgo                      | 0,811    | 0,836    | 0,868    | 0,888    | 0,902    | 0,091             |
| Meclemburgo-Pomerania Anteriore  | 0,806    | 0,831    | 0,863    | 0,884    | 0,897    | 0,091             |
| Sassonia-Anhalt                  | 0,807    | 0,832    | 0,862    | 0,883    | 0,895    | 0,088             |
| Germania                         | 0,834    | 0,860    | 0,892    | 0,912    | 0,926    | 0,092             |